# Lille Peters Nordpolsfærd
Lille Peters Nordpolsfærd er en  dansk stum eventyrfilm fra 1909 produceret af Nordisk Films Kompagni. Filmens instruktør er ukendt. 

## Handling
Lille Peter er begejstret af de store nordpolsekspeditioner. Han overtaler sine to søskende til at tage med ham til Nordpolen og efter mange stradbaser når de frem og kan plante flaget på Jordens nordligste top.

## Medvirkende
- Agnes Boesen som Lille Peter[2]